# Lavochkin La-5
El Lavochkin La-5 (en ruso: Ла-5) fue un caza monomotor de ala baja fabricado por la oficina de diseño soviética Lavochkin a principios de los años 40 a partir del LaGG-3, y que entró en servicio en la Fuerza Aérea Soviética, con la que participó en la Segunda Guerra Mundial. Sirvió de base para la construcción del Lavochkin La-7.

## Desarrollo
El origen del Lavochkin La-5 se inicia antes del estallido de la guerra con el LaGG-1, un prometedor pero poco potente avión, que hacía un círculo completo en 20 segundos. El LaGG-3 fue una modificación del diseño que intentó corregir sus defectos aligerando el peso e instalando una planta motriz superior. Sin embargo, no fue suficiente, y la falta de potencia siguió siendo un significativo problema.
A principios de 1942, dos de los diseñadores del LaGG-1 y el LaGG-3, Semión Lavochkin y Vladimir Gorbunov, intentaron corregir las deficiencias intentando la adaptación al LaGG-3 de un motor radial Shvetsov M-82, más potente. Toda vez que el LaGG-3 tenía instalado un motor lineal, se imitó la sección del morro del Sujói Su-2, que ya utilizaba este motor. Debido al poco éxito del LaGG-3, los diseños de Lavochkin perdieron el favor de Stalin, y las fábricas inicialmente designadas para producir el LaGG-3, fueron dedicadas a construir sus rivales Yakovlev Yak-1 y Yak-7. El trabajo de diseño de adaptación del nuevo motor al LaGG-3 y mantenimiento del equilibrio del avión, se hizo extraoficialmente en una pequeña choza a un lado del aeropuerto en el invierno de 1941-1942.
Cuando el prototipo voló en marzo, el resultado fue muy positivo. El caza finalmente tenía una planta motriz que permitía unas prestaciones en el aire similares a las calculadas en el papel. Después del vuelo, se le denominó LaG-5 (reflejando que uno de los diseñadores, Goudkov, había dejado el proyecto), y los pilotos de pruebas afirmaron que era superior al Yakovlev Yak-7, iniciando intensos vuelos de prueba en abril. Después de solo unas pocas semanas, el diseño fue modificado acortando el fuselaje trasero para darle al piloto mejor visibilidad.
En julio, Stalin ordenó la producción del aparato al máximo nivel, en ese momento es conocido como La-5 y la conversión de cualquier LaGG-3 no terminado a la nueva configuración. Aunque seguía siendo inferior al mejor caza de la Luftwaffe a altas altitudes, el La-5 demostró que podía enfrentarse en igualdad a bajas cotas. Ya que la mayoría de los combates en el Frente Oriental se desarrollaban en altitudes inferiores a los 5.000 metros (16.400 pies), el La-5 se encontraba en su elemento. El ángulo de giro era excelente.
Mejoras posteriores del avión afectaron a la inyección de combustible del motor, encendido del avión, y la instalación de slaps fijos para mejorar el comportamiento en el giro. Con estas mejoras, tomó el nombre de La-5FN y fue la versión definitiva del avión. El giro completo lo hacía en 18-19 segundos, buena prestación para el combate aéreo (dogfight). En conjunto, se construyeron 9.920 La-5 en todas sus variantes, incluyendo la versión La-5UTI dedicada al adiestramiento de pilotos. Posteriores mejoras del aparato, condujeron al Lavochkin La-7, famoso por su giro de alerón. Algunos fueron equipados con tres nuevos cañones B-20 con disparos de 3,4 kilogramos por segundo de potencia de fuego.
Cuando un ataque a vuelo rasante no podía ser interceptado incluso por los nuevos Yak-9U, se utilizaba el La-7. A Ivan Kozhedub, As de la aviación soviética en la Segunda Guerra Mundial, le constan 62 derribos, volaba este aparato cuando derribó a un Messerschmitt Me 262 a reacción.
Unos cuantos La-5 continuaron en servicio activo en países del Bloque del Este después de la guerra, incluyendo Checoslovaquia.

### Volando el La-5

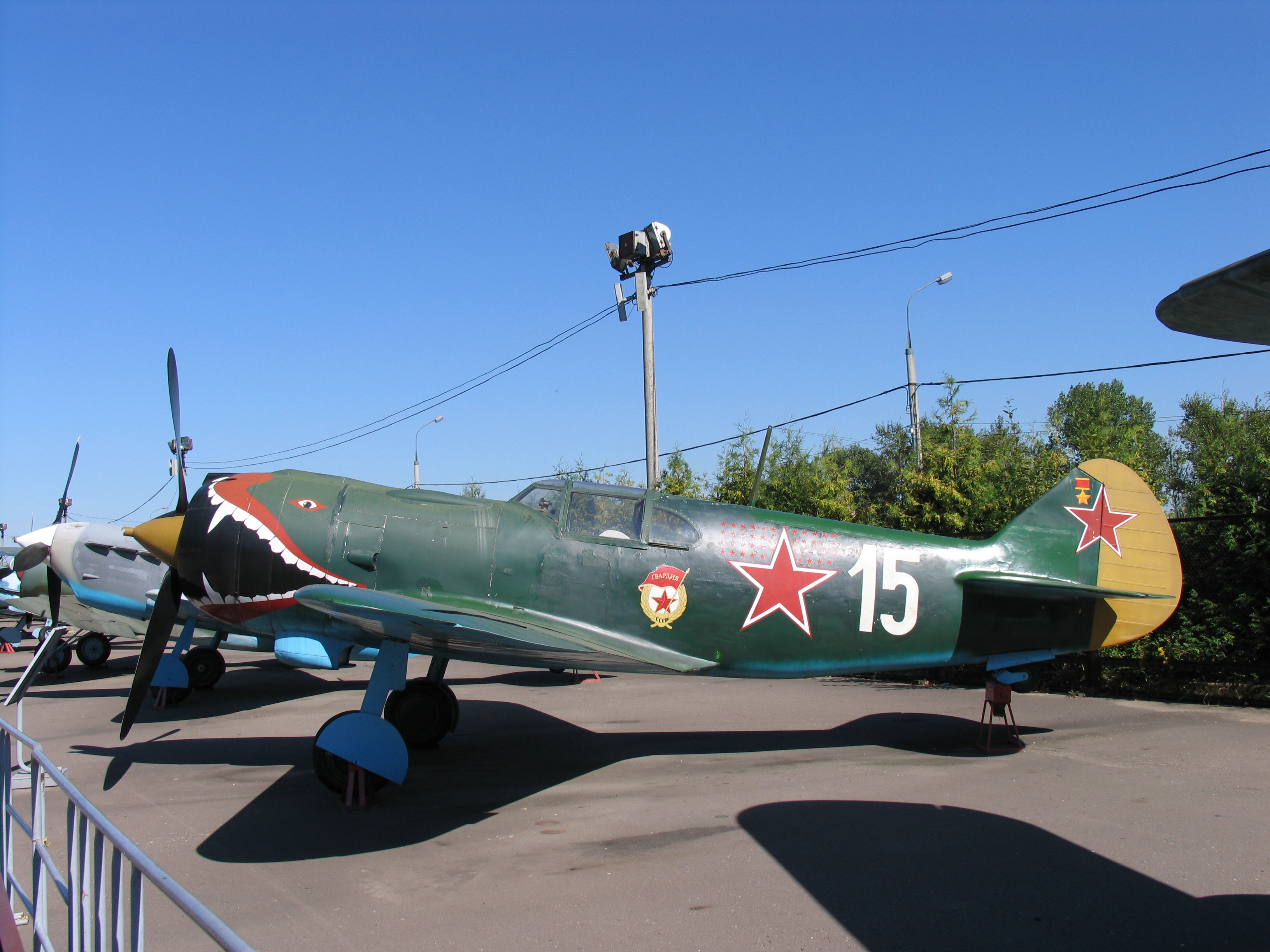
Lavochkin La-5 expuesto en un museo de Moscú.

En el verano de 1943, un nuevo La-5 hizo un aterrizaje forzoso en un aeropuerto alemán, proporcionando a la Luftwaffe la oportunidad de probar los nuevos cazas soviéticos. El piloto de pruebas Hans-Werner Lerche escribió un detallado informe sobre su experiencia. Destacó particularmente las prestaciones del La-5FN en altitudes por debajo de los 3.000 metros (9.840 pies), pero que adolecía de radio de acción y tiempo de vuelo, que era de solo 40 minutos con la potencia de motor en crucero, y que todos los controles del motor (admisión del carburador, mezcla, ángulo de la hélice, radiador, control de flaps y sobrealimetación), tenían unos controles separados que distraían al piloto durante el combate, teniendo que hacer constantes ajustes o arriesgarse a no tener todas las prestaciones. Por ejemplo, una rápida aceleración requiere el movimiento de no menos de seis controles. En cambio, los aviones alemanes de la época tenían gran cantidad de automatismos de control, permitiendo al piloto el control de un simple mando, haciendo los aparatos electromecánicos los ajustes necesarios. Debido a las limitaciones de flujo de aire, el sistema de compresión (Forsazh) no podía ser usado por debajo de los 2.000 metros (6.560 pies). La estabilidad en todos los ángulos era generalmente buena. El control de los alerones era excepcional, pero el timón era poco eficiente a bajas velocidades. A velocidades superiores a los 600 km/h (370 mph), la fuerza de control de sustentación era excesiva. El giro horizontal a 1000 metros (3.280 pies) y a máxima potencia, era de 25 segundos.
En comparación con los cazas de la Luftwaffe, el La-5FN era similar en velocidad máxima y aceleración a bajas altitudes. Poseía un mayor grado de giro con un menor radio en comparación con el Messerschmitt Bf 109 y mejor trepada que el Focke-Wulf Fw 190A-8. El BF 109 utilizando el motor MW-50 tenía mejor rendimiento a alta cota, y el  Fw 190A-8 tenía mejor picado. Las recomendaciones de Lerche fueron que se intentara combatir al La-5FN en alta cota, escapar a sus ataques haciendo un picado seguido de una remontada a alta velocidad, y evitar trabarse en combates prolongados.

“El Il-16 estaba en la categoría del Brewster B-239 (avión operado por los fineses). El LaGG-3 era más rápido pero no muy maniobrable. Los La-5 y Yak-9 eran claramente superiores a los Brewster. El Hurricane era un oponente muy fácil, especialmente a poca altura. El Tomahwak tampoco daba demasiados problemas. Los Spitfire eran obviamente superiores......“El La-5 era mas ágil que el Bf-109G, pero en general estaban en la misma categoría. Los pilotos del Messerchmitt no tenían problemas con los La-5 pero los del Brewster tenían que utilizar tácticas especiales.”
El as finlandes Ilmari Juutilainen

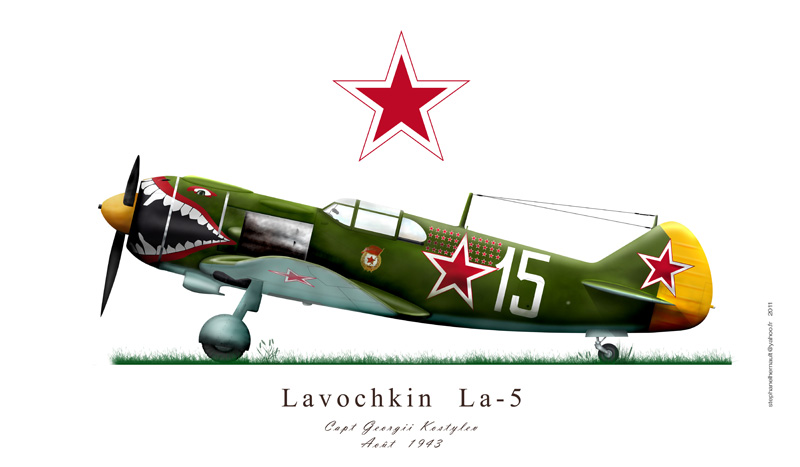
La-5
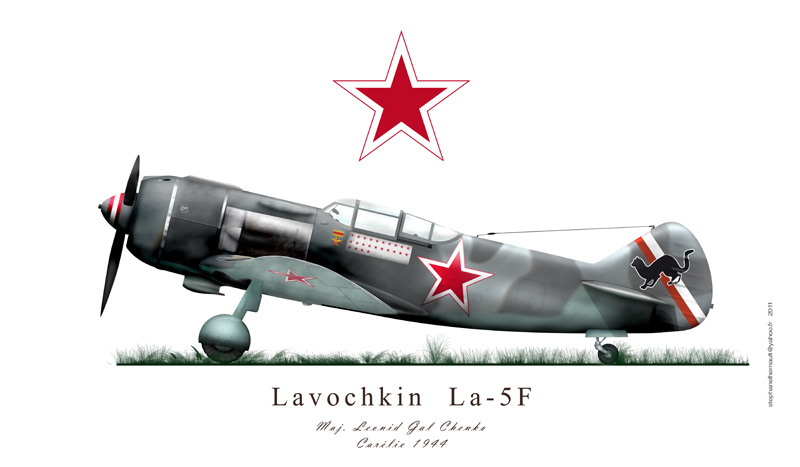
La-5F
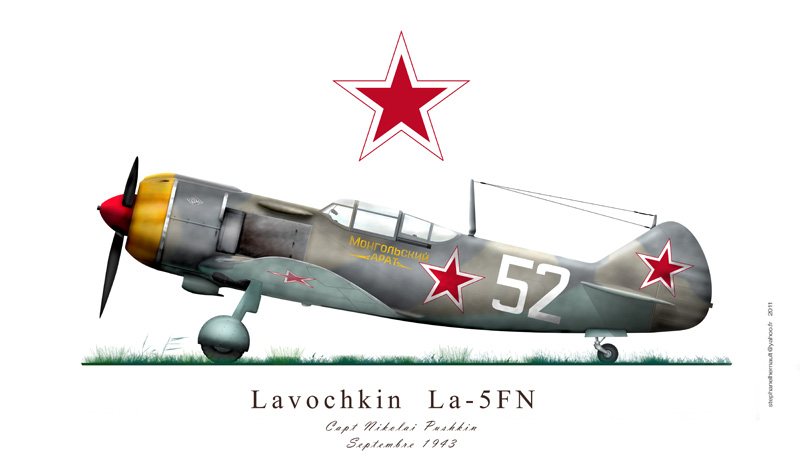
La-5FN

## Fin de su carrera
Su sustituto sería el La-7, modelo más refinado y de superiores prestaciones. Finalizada la guerra en 1945, el La-5 fue dado de baja rápidamente. De la misma manera que era fácil de producir tenía una vida útil muy corta. Los La-9/11 arreglaron este problema al ser construidos con metal pero nunca tuvieron el protagonismo del La-5. El 30 de diciembre de 1947 realizaba su primer vuelo el prototipo I-310, futuro MiG-15, que supuso el fin de los Lavochkin y cazas de hélice en la URSS.

## Especificaciones (La-5FN)
Referencia datos: Jane’s Fighting Aircraft of World War II

### Características generales
- Tripulación: 1
- Longitud: 8,7 m (28,4 ft)
- Envergadura: 9,8 m (32,2 ft)
- Altura: 2,5 m (8,3 ft)
- Superficie alar: 17,5 m² (188,4 ft²)
- Peso vacío: 2605 kg (5741,4 lb)
- Peso cargado: 3265 kg (7196,1 lb)
- Peso máximo al despegue: 3402 kg (7498 lb)
- Planta motriz: 1× Motor radial Shvetsov ASh-82FN.
  - Potencia: 1385 kW (1910 HP; 1883 CV)

### Rendimiento
- Velocidad máxima operativa (Vno): 648 km/h (403 MPH; 350 kt)
- Alcance: 765 km (413 nmi; 475 mi)
- Techo de vuelo: 11 000 m (36 089 ft)
- Régimen de ascenso: 16,7 m/s (3287 ft/min)
- Carga alar: 186 kg/m² (38,1 lb/ft²)
- Potencia/peso: 0,42 kW/kg (0,26 hp/lb)

### Armamento
- Cañones: 2× ShVAK de 20 mm y 200 tiros
- Bombas: 2 bombas de hasta 100 kg cada una

## Usuarios
Alemania
- Luftwaffe: utilizó algunos aparatos capturados.[6]

 Checoslovaquia
- Fuerza Aérea Checoslovaca[7]

 Polonia
- Fuerza Aérea Polaca: un único ejemplar.[8]

- Fuerza Aérea Soviética
  - El 906th IAP (960 Regimiento de Caza), unidad de voluntarios republicanos españoles en Rusia, operaron el La-5 entre abril y junio de 1943; entre ellas se encontraba el avión con serial 84 y pilotado por Vicente Beltrán, y que lucía en su fuselaje el lema Viva la Revolución Socialista en SSSR como signo personal.

### Desarrollos relacionados
- Lavochkin-Gorbunov-Goudkov LaGG-1
- Lavochkin-Gorbunov-Goudkov LaGG-3
- Lavochkin La-7

### Aeronaves similares
- Focke-Wulf Fw 190
- North American P-51 Mustang
- Kawasaki Ki-100
- Supermarine Spitfire
- Polikarpov I-185

### Secuencias de designación
- Aviones de caza de Lavochkin: LaGG-1 • LaGG-3 • La-5 • La-7 • La-9 • La-11 • La-15

### Listas relacionadas
- Anexo:Cazas de la Segunda Guerra Mundial